# My Columbae
My Columbae ( μ Columbae, förkortat My Col,  μ Col) som är stjärnans Bayerbeteckning, är en ensam stjärna belägen i norra delen av stjärnbilden Duvan. Den har en skenbar magnitud på 5,18. och är svagt synlig för blotta ögat. Det beräknas att den befinner sig på ett avstånd av ca 1 300 ljusår (ca 400 parsek) från solen med en felmarginal på några hundra ljusår.
Baserat på mätningar av egenrörelse och radiell hastighet vet astronomer att denna stjärna och AE Aurigae rör sig bort från varandra med en relativ hastighet över 200 km/s. Deras gemensamma utgångspunkt sammanföll med Iota Orionis i den öppna stjärnhopen Trapezium för ungefär 2,5 miljoner år sedan. Det mest sannolika scenariot som kunde ha skapat dessa runaway-stjärnor är en kollision mellan två dubbelstjärnor, med stjärnorna spridda i olika banor radiella till skärningspunkten.

## Nomenklatur
För tidigare arabiska astronomer bildade My Columbae, tillsammans med Furud (Zeta Canis Majoris), Lambda Canis Majoris, Delta Columbae, Gamma Columbae, Theta Columbae, Kappa Columbae, Lambda Columbae, och Xi Columbae asterismen Al Ḳurūd ( ألقرد- al-qird ), ”aporna”.
I kinesisk astronomi kallas My Columbae 屎, Pinyin: Shǐ, som betyder "Excrement" eller "Secret", eftersom den här stjärnan utmärker sig och står ensam i asterismen med samma namn, ”Tre stjärnors herrgård”.

## Egenskaper
My Columbae är en underjättestjärna av typ O under utveckling bort från huvudserien och av spektralklass O9.5 V Stjärnan har en uppskattad massa som är ca 16 gånger solens massa och dess radie uppskattas till 6,58  gånger solens radie. Den avger omkring 23 300 gånger mer energi än solen från dess yttre atmosfär vid en effektiv temperatur på ca 26 193 K. Den roterar snabbt med en projicerad rotationshastighet på 111 km/s. 